# Șaroș pe Târnave
Șaroș pe Târnave (veraltet Șaroșul Săsesc; deutsch Scharosch, såksesch Schuersch, ungarisch Szászsáros) ist ein Dorf in der Region Siebenbürgen im Kreis Sibiu in Rumänien. Es gehört zur Stadt Dumbrăveni (Elisabethstadt).
Der Ort ist auch unter den rumänisch veralteten Bezeichnungen Șaroșul pe Târnave und Șaroș, der deutschen Scharosch an der Kokel, Gross-Scharss und Scharesch und der siebenbürgisch-sächsischen Schmersch bekannt.

## Lage
Der Ort Șaroș pe Târnave liegt im Kokeltal südlich der Târnava Mare (Große Kokel) an der Nationalstraße DN 14 drei Kilometer südwestlich von Dumbrăveni entfernt.

## Geschichte
Der Ort wurde urkundlich erstmals 1283 erwähnt. Der Glockenturm der Kirche wurde auf deren Westseite im 16. Jahrhundert angebaut. Entlang der Ringmauer verlief ein abgedeckter Wehrgang.

## Bevölkerung
Die Bevölkerung im Ort entwickelte sich von 1850 bis 2002 wie folgt:

## Sehenswürdigkeiten
- Die Scharoscher Kirchenburg wurde im 14. das Pfarrhaus im 16. Jahrhundert errichtet und beide im 18. Jahrhundert erneuert. Sie stehen unter Denkmalschutz.[4]

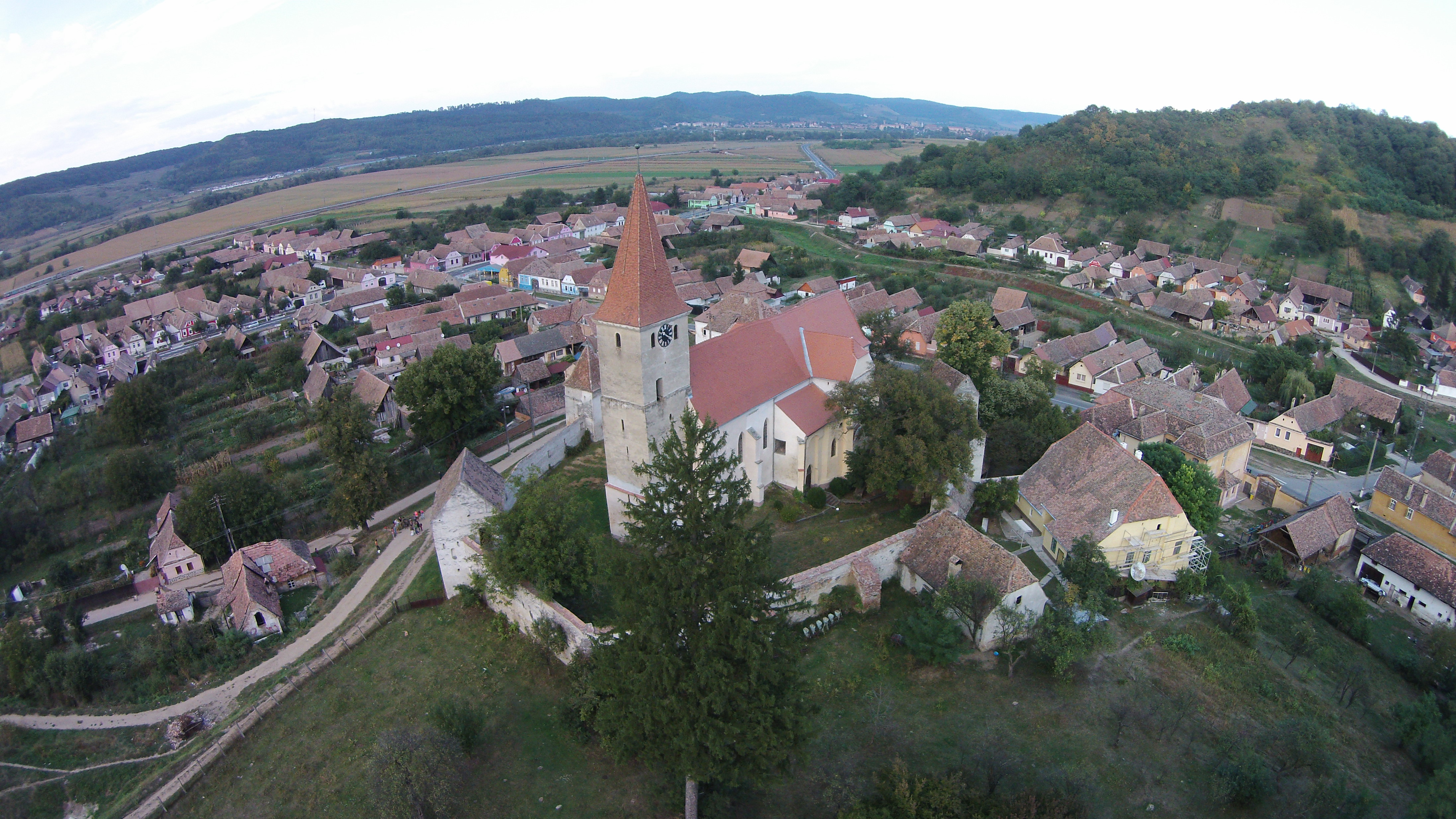
Blick auf Șaroș pe Târnave
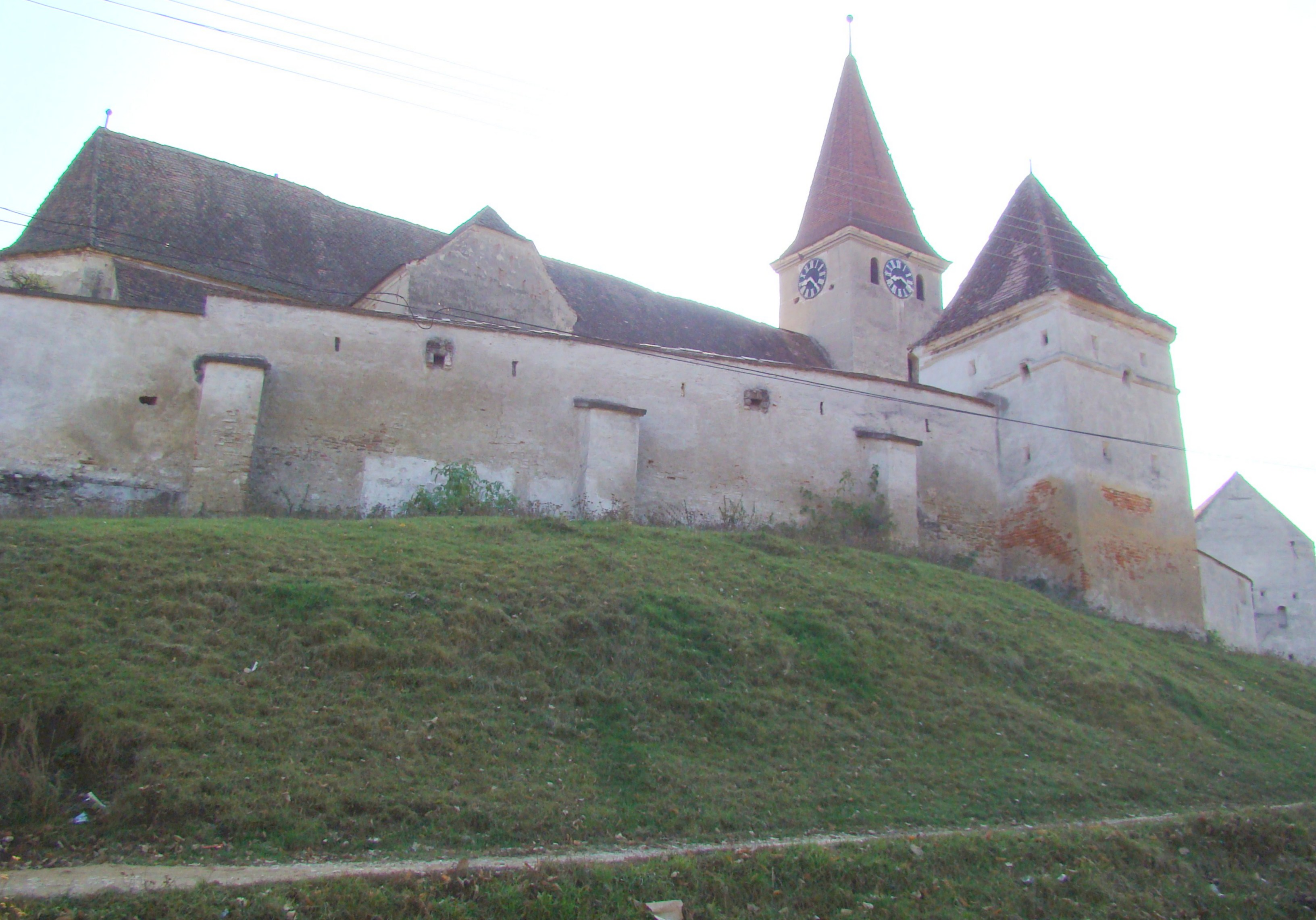
Kirchenburg in Scharosch
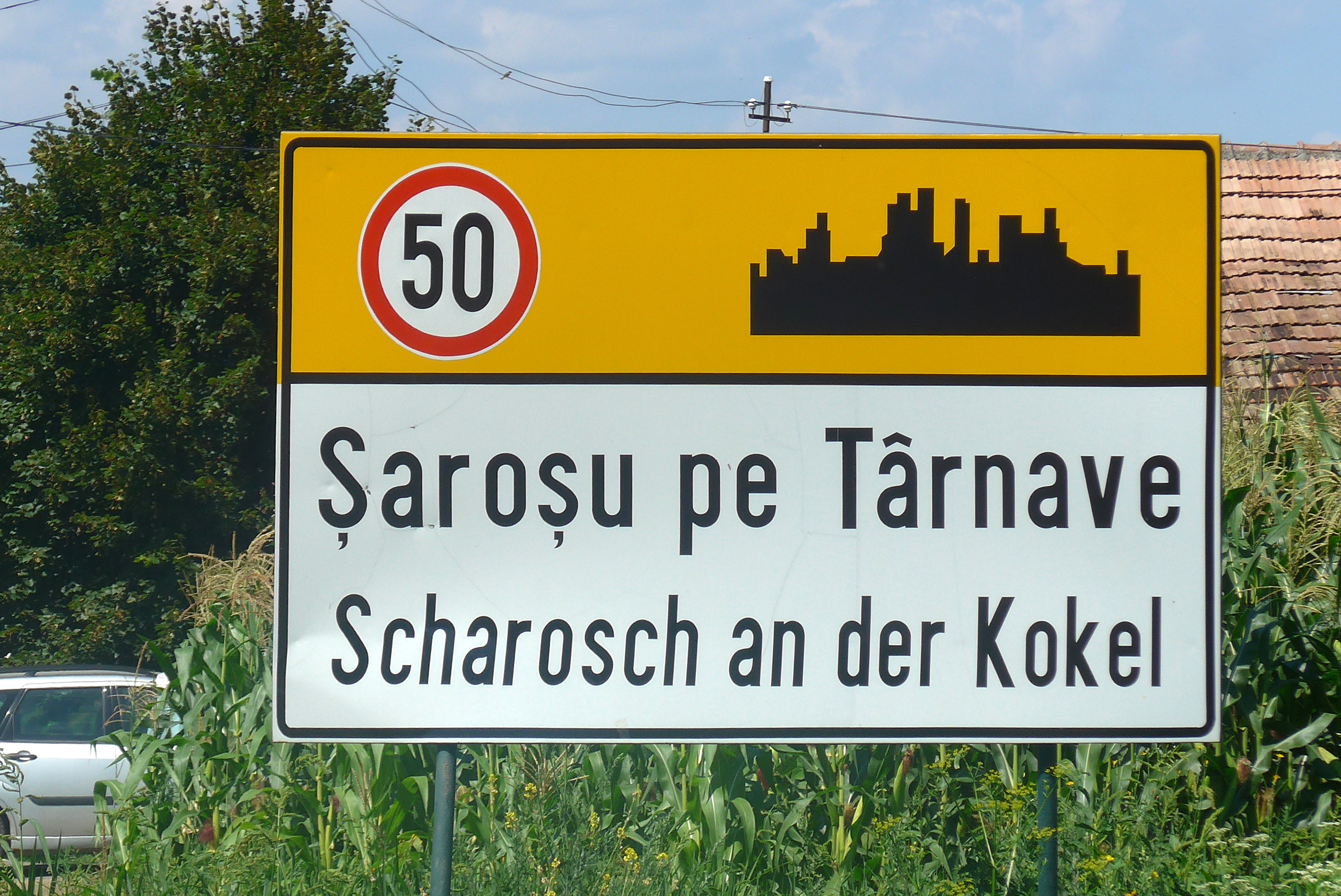
Ortsschild